# اختيار فحص الأمني الثانوي

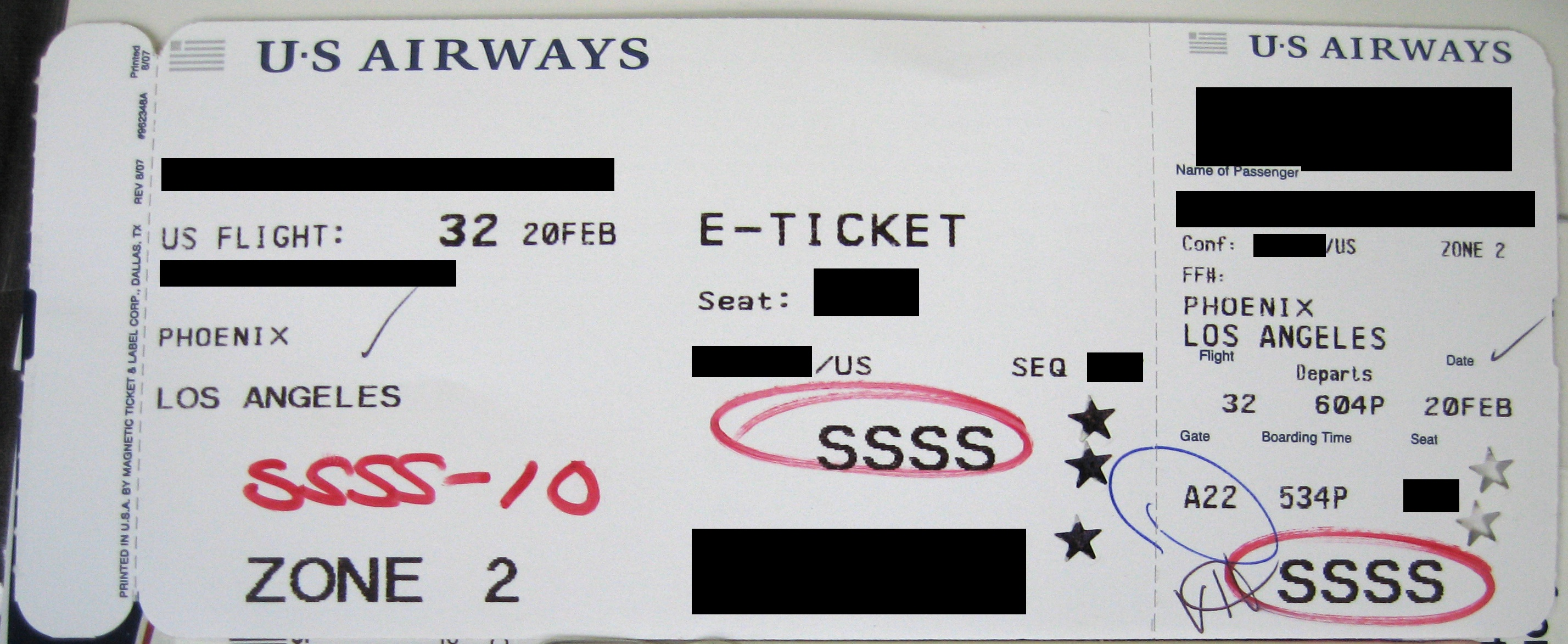
بطاقة صعود لراكب خضع للفحص الأمني الثانوي

اختيار فحص الأمني الثانوي (بالإنجليزية: Secondary Security Screening Selection)‏ وهو معروف بالأسم التاجي SSSS وهو فحص أمني في مطارات الولايات المتحدة يقوم باختيار راكبين لفحص إضافي 
عدد الأسماء على القائمة يتذبذب وهو سري، بالرغم من إدارة أمن النقل على مايبدو انها تقول هنالك عشرات ألاف الأسماء متواجدة فيها 